# Túnel de Viella
El túnel de Viella es un túnel carretero situado en el Pirineo central que comunica las comarcas de Alta Ribagorza (provincia de Lérida) y Valle de Arán (provincia de Lérida, Cataluña, España). Forma parte de la carretera N-230, que une la ciudad de Lérida con Viella (capital del valle de Arán), y la frontera francesa.
El nuevo Túnel de Viella-Juan Carlos I por el que circula el tráfico rodado tiene una longitud de 5230 metros y dispone de tres carriles de circulación, dos carriles en sentido ascendente Viella-Vilaller y un carril en sentido descendente Vilaller-Viella. El nuevo Túnel de Viella-Juan Carlos I va paralelo al túnel de Viella-Alfonso XIII, el cual se deja exclusivamente para el paso unidireccional de mercancías peligrosas y como galería de evacuación del nuevo Túnel de Viella.
La boca Sur del Túnel de Viella se encuentra a una altitud de 1593 metros, en el barranco de Mulleres, y la boca Norte se encuentra a 1396 metros, en el Barranc deth Pòrt.
El nuevo Túnel de Viella-Juan Carlos I se inauguró en 2007, sustituyendo al antiguo Túnel de Viella-Alfonso XIII que se inauguró en 1948.

## Historia

### Túnel de Viella-Alfonso XIII

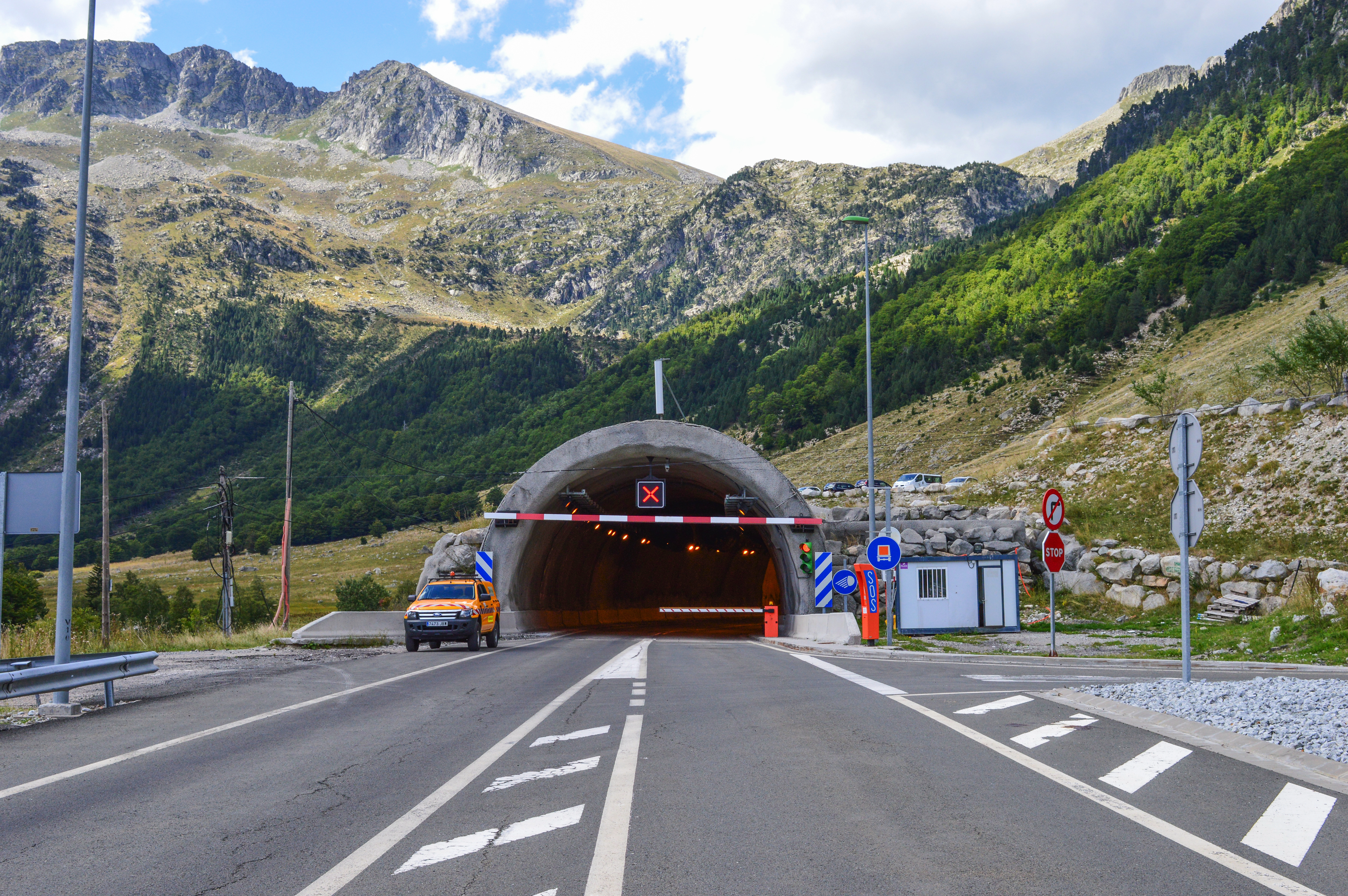
Boca sur Túnel de Viella-Alfonso XIII.

La idea de comunicar el Valle de Arán con el resto de España mediante un túnel bajo el macizo pirenaico fue tomada en consideración por primera vez en el siglo XIX. Pascual Madoz, político de la época isabelina muy aficionado a la geografía, encargó un proyecto a los ingenieros franceses Auriol y Partiot, pero, por razones técnicas y económicas, nunca se llegó a realizar.
En 1924, durante una visita de Alfonso XIII al Valle de Arán, los habitantes del valle le solicitaron formalmente que impulsase la construcción de un túnel que pusiese fin al secular aislamiento de este valle español situado en la cara norte del Pirineo. El proyecto se puso en marcha pero, debido a la inestabilidad política de aquellos años y a la Guerra Civil, no fue concluido hasta 1948. Sus obras de excavación duraron, con algunas interrupciones, 22 años. Este primer túnel, bautizado con el nombre del monarca, rompió, por primera vez en la historia, el aislamiento invernal del valle, que solo podía comunicarse con el resto de España a través del complicadísimo paso de montaña de La Bonaigua. El autor del proyecto y director de la obra hasta su finalización fue el ingeniero de caminos Felipe Cabredo Muro.
El primer túnel tiene 5260 metros de longitud, una anchura de 7,5 metros y dos carriles de circulación, uno para cada sentido. Su anchura total es de 7 m, correspondiendo 3 m a cada carril de circulación y 0.50 m a cada acera lateral existente. Posee una pendiente media del 5%. Hasta la apertura del nuevo Túnel de Viella, esta infraestructura recibía un tráfico superior a los 6000 vehículos/día en jornadas punta y más de 700 camiones, muchos de ellos de materias peligrosas.
A partir de la apertura del nuevo Túnel de Viella-Juan Carlos I, el antiguo túnel pasó a tener la función de galería de evacuación del primero, conectado con él a través de 12 galerías de evacuación situadas cada 400 metros.
En julio de 2011 se habilitó el túnel para el paso de materias peligrosas (MMPP), para ello se instalaron paneles de mensaje variable en las bocas, señales aspa-flecha, postes SOS, barreras y semáforos para el control de paso de las MMPP desde el centro de control del Túnel de Viella.

### Túnel de Viella-Juan Carlos I

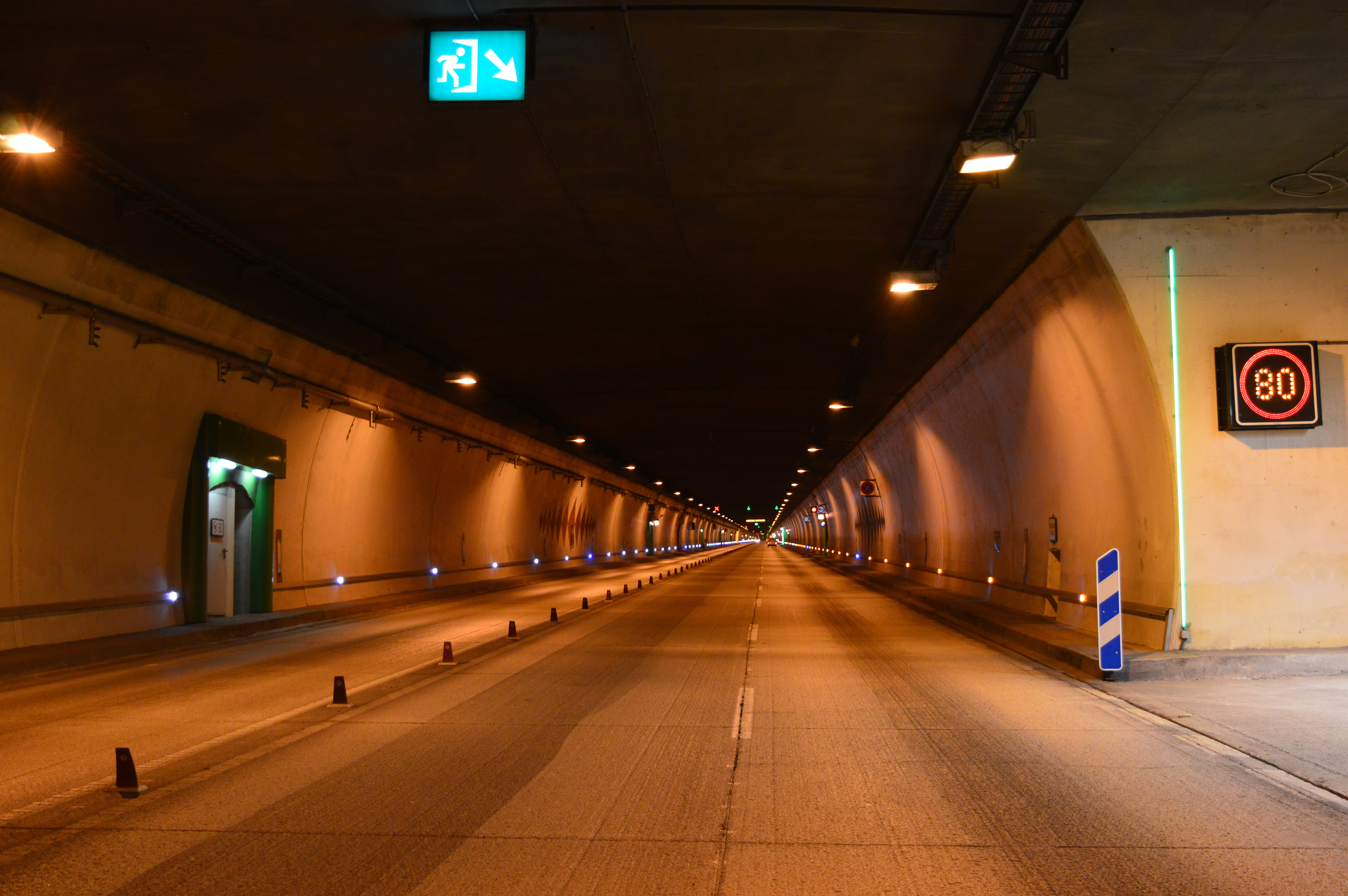
Interior del Túnel de Viella - Juan Carlos I.

En los años 80 el gran crecimiento económico del Valle de Arán y el aumento del tráfico evidenciaron que el túnel era insuficiente. Además, las directrices europeas para túneles iban endureciéndose, y el de Viella no cumplía casi ninguna de las normas de seguridad recomendadas por su antigüedad. En 1989 se efectuó un estudio para desdoblar del túnel construyendo uno nuevo adyacente al anterior. El anteproyecto superó la Declaración de Impacto Ambiental en 1996 y fue aprobado finalmente en 1997. Tras el grave accidente del túnel de Mont Blanc, en los Alpes, en 1999 se redactó el proyecto definitivo, que fue aprobado un año más tarde, dando comienzo las obras en 2002. Tras dos años de retraso, el nuevo túnel, bautizado esta vez con el nombre de Juan Carlos I, se inauguró el 4 de diciembre de 2007.

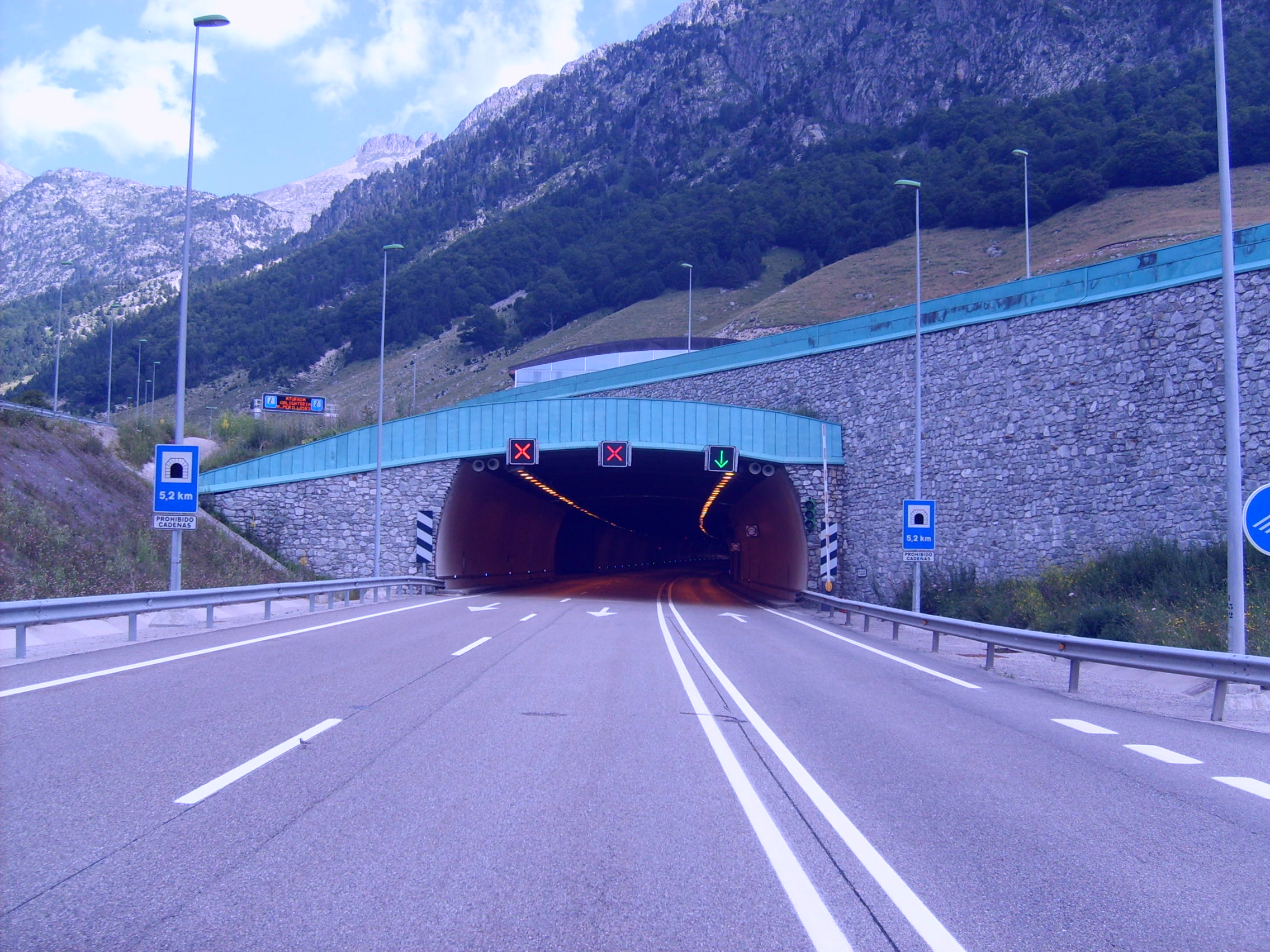
Boca sur del Túnel de Viella-Juan Carlos I.

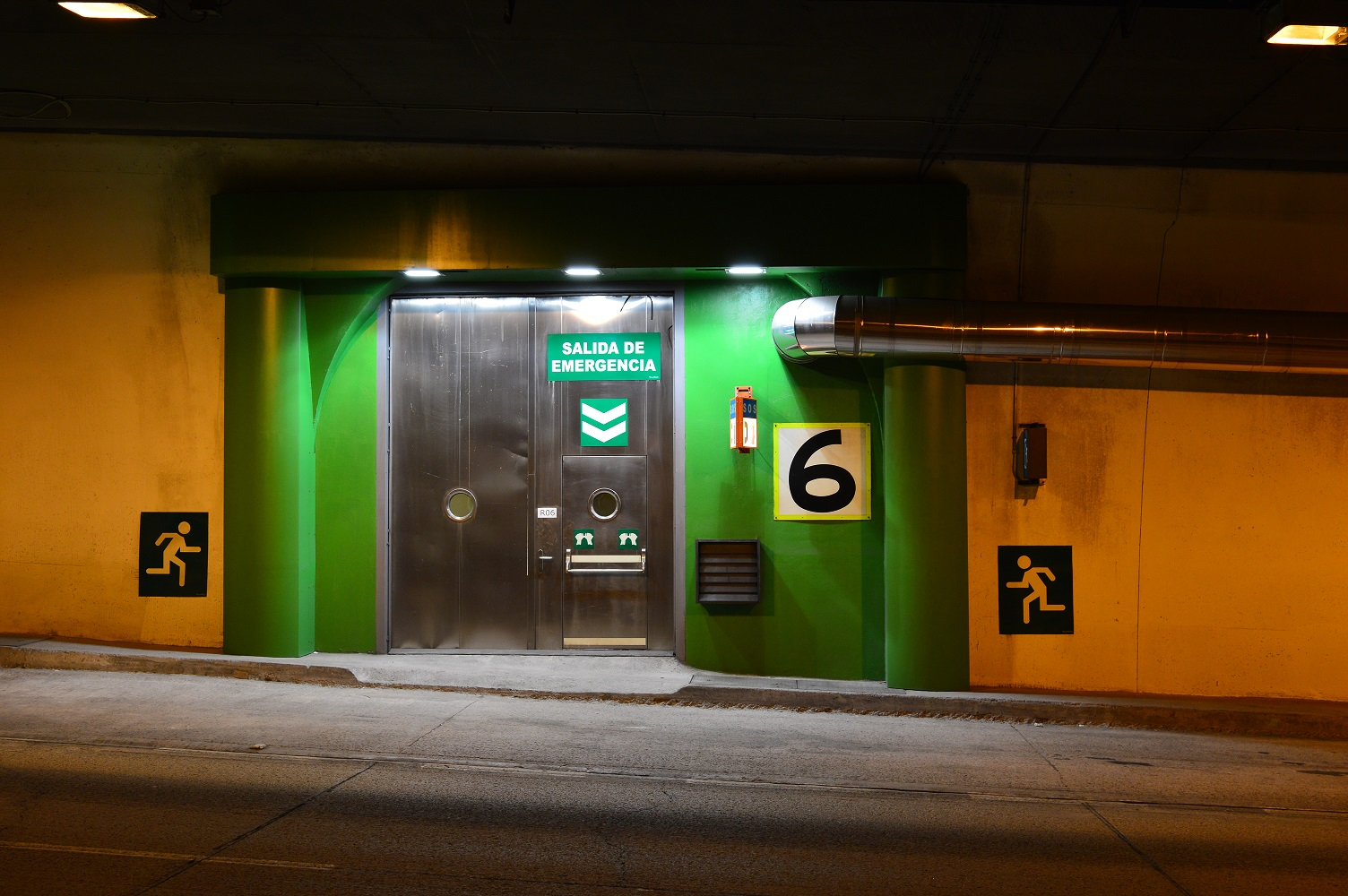
Galería de evacuación del Túnel de Viella.

El Túnel de Viella-Juan Carlos I tiene una longitud de 5230 metros, con una anchura de 12 metros distribuida en 3 carriles de circulación de 3,5 metros cada uno, dos en sentido ascendente Lérida y uno en sentido descendente Viella, mediana y arcenes de 0,5 metros y aceras de 1 metro de anchura en ambos hastiales. Cada 400 metros dispone de una galería de evacuación (un total de 12) que comunican con el túnel de Viella-Alfonso XIII, sirviendo éste como galería de evacuación en caso de emergencia, también dispone de postes SOS cada 200 metros en ambos hastiales. 
Dispone de iluminación permanente y de emergencia, 106 bocas de incendio equipadas, 52 hidrantes y 52 ramales de diluvios que se activan en caso de incendio. También dispone de doble acometida eléctrica, sistemas de alimentación ininterrumpida y grupos electrógenos distribuidos en estaciones eléctricas a lo largo del túnel. La razón por la cual se diseñaron dos carriles de salida del valle estriba en la altitud de las bocas. La boca norte, la correspondiente al Valle de Arán, está a 1400 m s. n. m., mientras que la sur, la de la Ribagorza, a 1605 m s. n. m. Esto implica que la salida del valle tiene una pendiente del 4,57% por lo que el carril derecho está dedicado a los vehículos más lentos.

## Accidentes
El primer túnel de Viella, a pesar de su antigüedad y de las continuas denuncias por la falta de medidas de seguridad del mismo, solo registró dos accidentes de gravedad en sus 59 años de servicio, en ambos casos debido a añadidos posteriores a su inauguración y no por problemas estructurales.

### Accidente de agosto de 2003
En la primera semana de agosto de 2003, se hundió una pequeña parte del encofrado de hormigón en el tramo central del túnel. El accidente no provocó heridos ni daños graves. El hundimiento se produjo por las voladuras en las obras de construcción del segundo túnel, que corre paralelo al antiguo. El túnel estuvo cerrado al tráfico durante dos días.

### Accidente de febrero de 2007
El 11 de febrero se derrumbaron 100 metros de falso techo que se habían añadido a la boca norte durante unas obras de acondicionamiento en los años 80. No hubo heridos y los daños materiales fueron leves. El túnel fue cortado al tráfico hasta el día 16 de febrero.